# Leigh (Grande Manchester)
Leigh è una località di 44 122 abitanti della contea della Grande Manchester, in Inghilterra. Fu un municipio fino al 1974.